# Demkivți, Liubar
Demkivți (în ucraineană Демківці) este un sat în comuna Hizivșciîna din raionul Liubar, regiunea Jîtomîr, Ucraina.

## Demografie
Componența lingvistică a localității Demkivți
     Ucraineană (99,46%)
     Alte limbi (0,54%)
Conform recensământului din 2001, majoritatea populației localității Demkivți era vorbitoare de ucraineană (99,46%), existând în minoritate și vorbitori de alte limbi.